# Jörg Pfleiderer
Jörg Pfleiderer (* 17. August 1931 in Wyk auf Föhr; † 27. Oktober 2021) war ein deutsch-österreichischer Astrophysiker und Hochschullehrer.

## Leben
Jörg Pfleiderer wurde als Sohn des damaligen Leiters der Bioklimatischen Forschungsanstalt Heinrich Pfleiderer und dessen Frau Ilse in Wyk auf Föhr geboren. Er wuchs in Kiel, Kempten und Füssen auf und legte 1949 die Reifeprüfung an der Städtischen Oberschule Füssen ab. Ab 1950 studierte er an den Universitäten Kiel und Tübingen Physik, Mathematik und Astronomie, unter anderem bei Friedrich Bachmann, Werner Kroebel, Albrecht Unsöld, Karl-Heinrich Weise, Hans Wolter, Werner Braunbek, Gerhard Elwert, Hans Otto Kneser und Walther Kossel. 1956 schloss er das Physikstudium in Kiel mit einer bei Walter Lochte-Holtgreven angefertigten Diplomarbeit ab. Ab 1957 arbeitete er am Astronomischen Institut der Universität Tübingen und wurde 1961 mit der bei Heinrich Friedrich Siedentopf angefertigten Dissertation Über Gezeitenwirkungen bei der Begegnung von Galaxien zum Dr. rer. nat. promoviert.
1966 habilitierte er sich an der Universität Bonn und wurde dort 1970 zum außerplanmäßigen Professor am Institut für Astrophysik und Extraterrestrische Forschung ernannt. 1974 wurde er als ordentlicher Professor an das seit der Emeritierung von Josef Fuchs kommissarisch von Oswald Schneider geleitete Institut für Astronomie der Universität Innsbruck berufen, das er bis zu seiner Emeritierung 1999 leitete.
Über 25 Jahre prägte Pfleiderer als Vorstand die Astronomie in Innsbruck und bemühte sich um die Integration der Astronomie in die Forschung und Lehre der Physik.
Mit seinen Arbeiten zu wechselwirkenden Galaxien leistete er wichtige Schritte zur Symbiose von Astro- und Teilchenphysik. Weitere Forschungsgebiete waren Planetarische Nebel und Astrobiologie. Auf dem Gebiet der Bildbearbeitung entwickelte er die Methode der minimalen Information (MIM), um mittels Entfaltung optische und Radioaufnahmen von astronomischen Objekten zu verbessern.

## Auszeichnungen und Ehrungen
- korrespondierendes Mitglied der Österreichischen Akademie der Wissenschaften, 1976
- Mitglied der Europäische Akademie der Wissenschaften und Künste, 1990
- Mitglied der New York Academy of Sciences, 1995
- wirkliches Mitglied der Österreichischen Akademie der Wissenschaften, 1997
- Tiroler Adler-Orden in Gold, 1992

## Populärwissenschaftliche Veröffentlichungen
- Astronomie für jedermann. Pinguin-Verlag, Innsbruck 1983
- Ursprung und Zukunft des Weltalls: Pflanzen, Tiere, Menschen. Pinguin-Verlag, Innsbruck 1983